# Wladimir Iwanowitsch Pohl

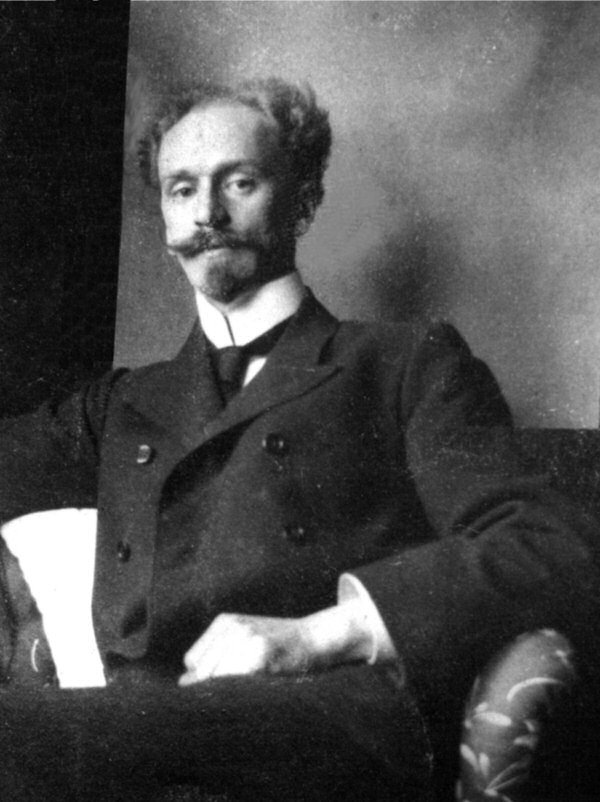
Wladimir Iwanowitsch Pohl

Wladimir Iwanowitsch Pohl (russisch Владимир Иванович Поль; * 1. Januar 1875 in Paris; † 21. Juni 1962 ebenda) war ein deutsch-russischer Komponist, Pianist und Musikpädagoge.

## Leben
Pohls deutscher Vater, ein Neurologe, hatte sich in Russland als Iwan Friedrichowitsch Pohl einbürgern lassen. Pohl wurde in Paris geboren, wo sein Vater an der Universität von Paris seine Dissertation verteidigte, und wuchs in Kiew auf. Seine Mutter Alexandra Sergejewna geborene von Peitsch war Pianistin und erste Musiklehrerin ihres Sohnes. Seit früher Jugend zeichnete Pohl gern, so dass er Mykola Muraschkos Kiewer Malschule besuchte, an der auch Nikolai Ge lehrte. Pohl studierte an der Universität Kiew in der Naturkunde-Abteilung der physikalisch-mathematischen Fakultät mit Abschluss. Dann folgte er seiner Musikliebe und studierte an der Kiewer Musikhochschule der dortigen Abteilung der Kaiserlich-Russischen Musikgesellschaft (RMO) in Wladimir Puchalskis Klavierklasse und anschließend Musiktheorie bei Eugeniusz Ryb. (Von dieser Musikhochschule spaltete sich 1913 das Kiewer Konservatorium ab.)
1903 siedelte die Familie nach Moskau über. Pohl heiratete die Pianistin Marija Stanislawnowna Novizka, doch zerfiel ihre Ehe nach der Geburt zweier Kinder bald. Er legte 1903 sein Abschlussexamen ab mit Ernennung zum Freien Künstler. 1904 begab er sich wegen Erkrankung zur Kur auf die Krim. Er unterrichtete und wurde dank der Unterstützung César Cuis Direktor der Krim-Abteilung der RMO. In Jalta lernte er die Sängerin Anna Michailowna Petrunkewitsch (1874–1955), Tochter des Politikers Michail Petrunkewitsch, kennen, die unter dem Bühnenpseudonym Jan-Ruban auftrat. Sie traten zusammen auf, indem Pohl sie begleitete. Sie setzten ihre Zusammenarbeit in Moskau fort und wohnten zusammen. Pohl wurde Schüler Sergei Tanejews in dessen Kompositionsklasse am Moskauer Konservatorium. Er komponierte Etüden, Walzer und Romanzen auf Verse von Fjodor Tjuttschew, Alexei Tolstoi und Apollon Maikow (St. Petersburg 1912). In Pohls Moskauer Wohnung kamen die Künstler Wassili Polenow, Nikolai Ge, Alexander Benois, Sergei Merkurow und Konstantin Stanislawski. Pohl besuchte wiederholt Lew Tolstoi in Jasnaja Poljana, mit dessen ältestem Sohn Sergei Tolstoi er befreundet war. Nach den Erinnerungen Felix Jussupows waren Pohl und Jan-Ruban häufig Gast im Palais der Gräfin Sofja Panina in Mishor (an der Südküste der Krim zwischen Jalta und Alupka), wo sich Politiker und Künstler trafen.
1905 wurde Pohl Direktor der Moskauer Abteilung der RMO (bis 1910). Nach 1911 wurde er Direktor des Kaiserin-Maria-Musikinstituts als Nachfolger von Sergei Rachmaninow. Als Liebhaber von Philosophie und Okkultismus wurde er bekannt mit Nikolai Losski, Pjotr Uspenski und Georges Gurdjieff. Er betrieb Gymnastik und Yoga, enthielt sich des Alkohols und Tabaks und strebte Kalokagathia an. 1914 komponierte er ein Streichquintett mit indischen Motiven. Die Motive hatte ihm Hazrat Inayat Khan vorgestellt, als Alexander Tairow das Kammertheater mit Kalidasas Drama Shakuntala eröffnete.
Im Revolutionsjahr 1917 zogen Pohl und Jan-Ruban auf die Krim. Sie gaben mit großem Erfolg Konzerte, auch vor den Roten Garden. Jan-Ruban sang Lieder von Schubert, Tschaikowski, Debussy und auch von Pohl. In Gaspra traf Pohl den jungen Vladimir Nabokov und wurde dessen Freund, so dass ihm Nabokov ein Gedicht widmete. 1922 emigrierte Pohl mit Jan-Ruban über Konstantinopel nach Berlin. 1925 ließen sie sich in Paris nieder.
In Paris gründete Pohl zusammen mit anderen 1931 die Russische Musikgesellschaft und bildete zusammen mit N. A. Konowalow (ehemaliger Handelsminister der russischen Provisorischen Regierung 1917 und Schüler Sergei Rachmaninows), J. L. Rubinstein (Rechtsberater für russische Angelegenheiten des Völkerbunds), N. N. Tscherepnin, Thomas de Hartmann und P. J. Striemer (Komponist und Musikpädagoge) die erste Geschäftsführung. Die Gesellschaft unterhielt das 1923 durch Professoren der St. Petersburger und Moskauer Konservatorien gegründete Russische Konservatorium in Paris, dessen erster Direktor Fürst Sergei Wolkonski war. Ehrendirektor war Rachmaninow und nach dessen Tod Pohl, der bis 1953 die Kompositionsklasse und die Klavierklasse leitete. 1937 bis zu seinem Tode war Pohl einer der Direktoren des Musikverlages M. P. Belaieff in Leipzig (später Bonn). Er betätigte sich als Musikkritiker und schrieb über die Geschichte und die Theorie der Musik sowie über das Werk Nikolai Medtners. Er schuf einen neuen Romanzenzyklus (Paris 1927), drei kleine Ballette, die in Frankreich und den USA aufgeführt wurden, und ein sinfonisches Gedicht nach Worten Michail Issakowskis (1961). Auch komponierte er einige Klavierstücke für die linke Hand.
Pohl starb infolge eines Unfalls. Er wurde auf dem Russischen Friedhof von Sainte-Geneviève-des-Bois in Jan-Rubans Grab beigesetzt. Pohls Frau Marija war nach der Oktoberrevolution mit den beiden Kindern in Russland geblieben. Der Mathematiker und Theologe Oleg wurde 1929 im Kaukasus Opfer von Repressionen, während die Tochter Tamara als Musiklehrerin in Moskau lebte und 94 Jahre alt wurde.